# Rafael Trujillo Villar
Rafael Joaquín Trujillo Villar (La Línea de la Concepción, 14 de diciembre de 1975) es un deportista español que compitió en vela en las clases Star y Finn. 
Participó en cuatro Juegos Olímpicos de Verano, obteniendo una medalla de plata en Atenas 2004 (Finn), el octavo lugar en Sídney 2000 (Star, compitiendo junto a José María van der Ploeg), el noveno en Pekín 2008 y el octavo en Londres 2012 (Finn). Ganó tres medallas en el Campeonato Mundial de Finn entre los años 2003 y 2010.

## Palmarés internacional
| \| Juegos Olímpicos \| Juegos Olímpicos \| Juegos Olímpicos \| Juegos Olímpicos \| \| Año \| Lugar \| Medalla \| Clase \| \| ------------------ \| ------------------------------- \| ---------------- \| ---------------- \| \| 2004 \| Atenas ( Grecia) \| Medalla de plata \| Finn \| \| Campeonato Mundial \| \| \| \| \| Año \| Lugar \| Medalla \| Clase \| \| 2003 \| Cádiz ( España) \| Medalla de plata \| Finn \| \| 2007 \| Cascaes ( Portugal) \| Medalla de oro \| Finn \| \| 2010 \| San Francisco ( Estados Unidos) \| Medalla de plata \| Finn \| |                                 |                  |       |
| Juegos Olímpicos |                                 |                  |       |
| Año | Lugar                           | Medalla          | Clase |
| 2004 | Atenas ( Grecia)                | Medalla de plata | Finn  |
| Campeonato Mundial |                                 |                  |       |
| Año | Lugar                           | Medalla          | Clase |
| 2003 | Cádiz ( España)                 | Medalla de plata | Finn  |
| 2007 | Cascaes ( Portugal)             | Medalla de oro   | Finn  |
| 2010 | San Francisco ( Estados Unidos) | Medalla de plata | Finn  |

## Palmarés internacional vela oceánica
- Volvo Ocean Race 2014-15 a bordo del "MAPFRE" como trímer y caña.[4]

## Premios y reconocimientos
| Distinción                                                     | Año  |
| -------------------------------------------------------------- | ---- |
| Premio Nacional del Deporte «Mejor deportista español del año» | 2007 |